# Victor De Buck
Victor De Buck (Oudenaarde, 21 april 1817 – Brussel, 28 juni 1876) was een Belgisch jezuïet en bollandist.

## Levensloop
De Buck werd geboren in een vooraanstaande Oudenaardse familie. Hij studeerde achtereenvolgens aan het college van Zinnik, en het kleinseminarie van Roeselare en het Sint-Jozefscollege in Aalst. 
In oktober 1835 trad hij in bij de jezuïeten. Hij doorliep het noviciaat in Nijvel, studeerde nog een jaar in Drongen en vatte dan in september 1838 in Namen zijn studies filosofie en natuurwetenschappen aan.
De pas opnieuw aangevatte werkzaamheden van de bollandisten brachten mee dat zij op hem beroep deden. Hij bleef als assistent bij hen werken van 1840 tot 1845. Hij ging vervolgens vier jaar theologie studeren in Leuven, en werd in 1848 tot priester gewijd. Na ook zijn 'derde jaar' te hebben volbracht, trad hij in 1850 definitief toe tot het genootschap van de bollandisten. Hij wijdde de rest van zijn leven aan de redactie van de Acta sanctorum.
Samen met de scholasticus Antoine Tinnebroeck schreef hij een refutatie (in-octavo 640 blz.) op een boek van de hoogleraar kerkelijk recht in Leuven die zich verzette tegen de rechten van de reguliere clerus.
De Buck kwam in disputen terecht, toen hem van uit Rome gevraagd werd het probleem van de relikwieën te onderzoeken, die in de Romeinse catacomben in industriële kwantiteiten gefabriceerd werden. De Buck gaf een genuanceerd maar kritisch advies in zijn in 1855 op zeer kleine oplage verschenen verslag, enkel bestemd voor de geïnteresseerde kardinalen. De kardinaal-vicaris van Rome beval om die handel stop te zetten, tot woede van diegenen die er zich mee bezighielden.
De Buck moest heel wat kritiek verduren en werd zelfs van ketterij beschuldigd.
Een Romeinse prelaat, Mgr. Sconamiglio publiceerde in Parijs zijn Reliquiarum custode, waarin hij met bijtende spot het rapport van De Buck te lijf ging en de pater werd beschreven als een ketter die de verering van de heiligen bestreed. De Buck liet gewoon een protest klinken.
Er werd zelfs door sommigen aan adres gericht tot de paus waarin De Buck als een ketter werd beschreven en sancties tegen hem werden gevorderd. De Buck reageerde met een brief aan kardinaal Patrizzi, die ook aan de paus werd overhandigd, waarin hij de tegen hem geuite beschuldigingen weerlegde. Hij werd hierin gesteund door de voornaamste leiders van de jezuïetenorde, die hem ook toelieten de brief openbaar te maken, zodat geen twijfel zou bestaan over de ledigheid van de geuite beschuldigingen.
Een van de aanleidingen tot de beschuldigingen die tegen hem werden geuit was dat hij vertrouwvolle en vriendschappelijke contacten onderhield met andere religieuze leiders die het voorwerp waren van kritiek, zoals Alexander Forbes, de anglicaanse bisschop van Brechin, de bekende anglicaanse kerkvernieuwer Edward Pusey, de liberale katholieken Montalembert en bisschop Félix Dupanloup in Frankrijk.
Op verzoek van Peter Jan Beckx, de generale overste van de jezuïeten, trad hij tijdens het Eerste Vaticaans Concilie in 1869-1870 op als officieel theoloog. Hij werkte hard aan deze opdracht, maar overleed kort daarop.

## Publicaties
- Commentaren in de volumes IX, X, XI, XII en XIII voor de maand oktober van de Acta Sanctorum.
- Heel wat kleinere vrome werkjes en dissertaties over heiligenverering, kerkgeschiedenis en christelijke archeologie, in het Nederlands, Frans of Latijn. Ze staan vermeld in twee foliokolommen in Volume II van de November Acta.
- De solemnitate praecipue paupertatis religiosae (1862), dissertatie onder de vorm van een brief aan zijn broer Remi De Buck, hoogleraar kerkgeschiedenis aan de theologische faculteit van de Katholieke Universiteit Leuven, en weldra ook bollandist.
- De phialis rubricatis quibus martyrum romanorum sepulcra dignosci dicuntur, 1855.
- Solution amiable de la question des couvents, 1863.
- De l'état religieux, 1864.